# Superlegierung

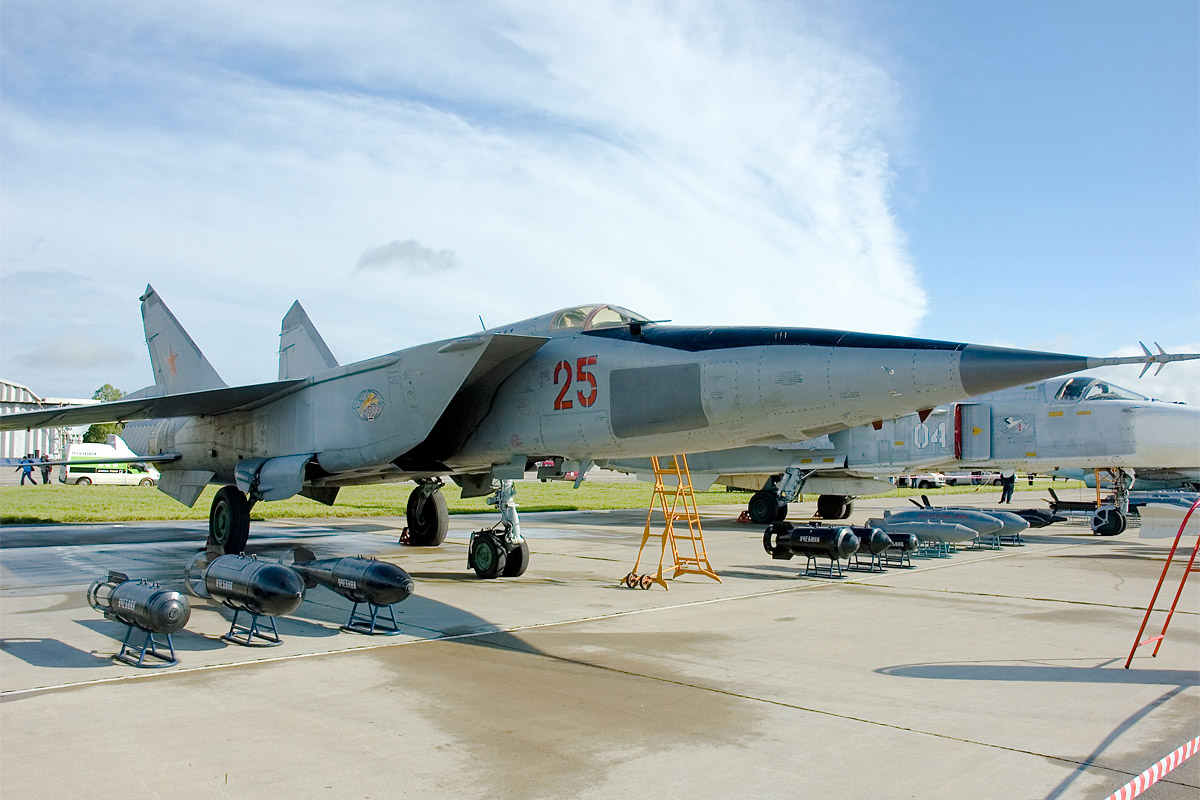
In Hochleistungsflugzeugen werden traditionell Superlegierungen eingesetzt – hier eine MiG-25.

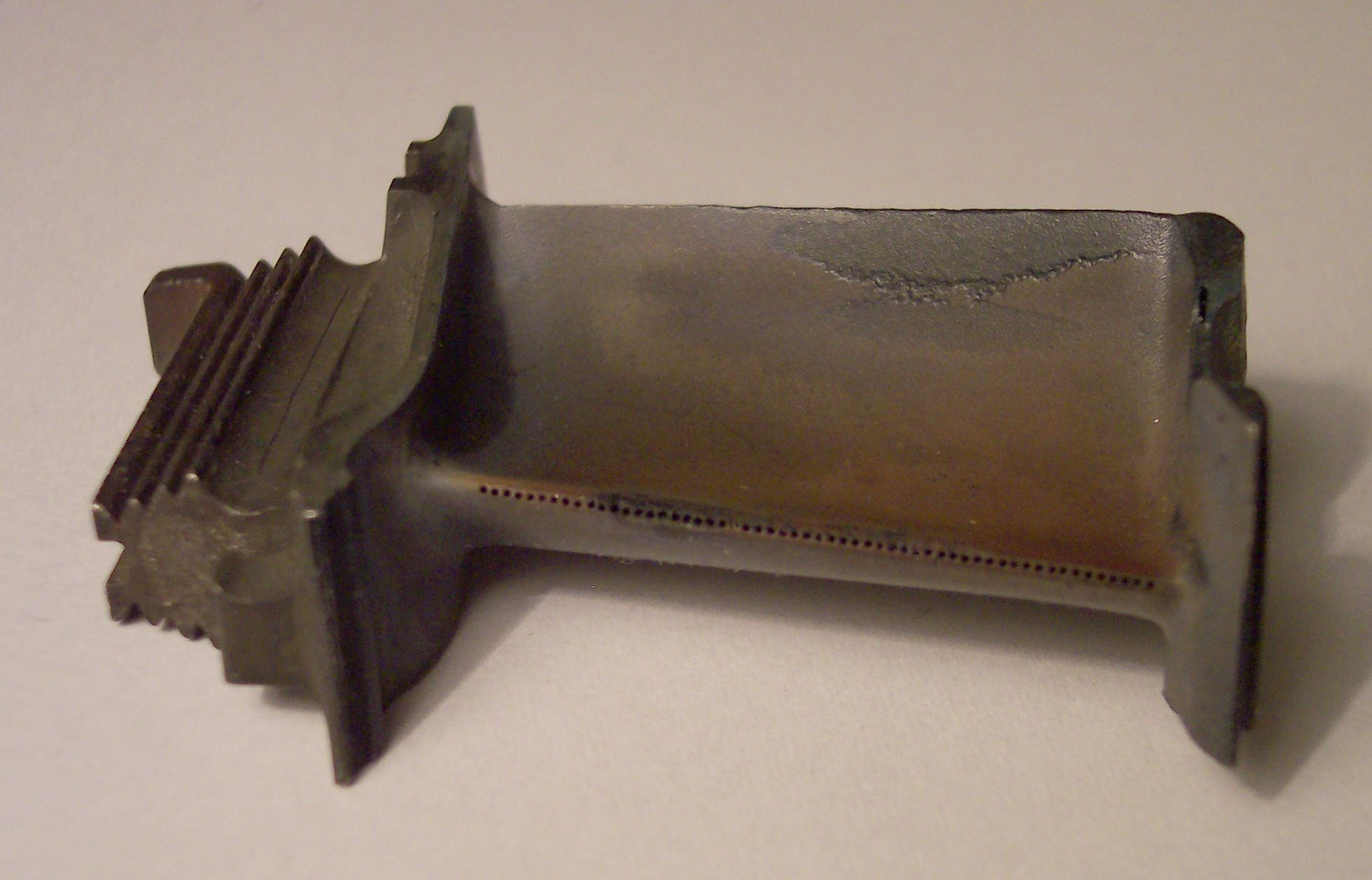
Turbinenschaufel einer Gasturbine aus einer Nickelbasis-Superlegierung

Als Superlegierungen werden metallische Werkstoffe komplexer Zusammensetzung (Eisen, Nickel, Platin, Chrom oder Cobalt-Basis mit Zusätzen der Elemente Co, Ni, Fe, Cr, Mo, W, Re, Ru, Ta, Nb, Al, Ti, Mn, Zr, C und B) für Hochtemperaturanwendungen bezeichnet. Sie sind zumeist zunder- und hochwarmfest. Ihre Herstellung kann sowohl schmelzmetallurgisch als auch pulvermetallurgisch erfolgen.
Der Name Superlegierung deutet auf Werkstoffe hin, deren Einsatztemperaturen höher liegen als die von Stählen, da sie in diesem Temperaturbereich über erhöhte Festigkeit verfügen. Polykristalline Superlegierungen erreichen Einsatztemperaturen von ungefähr 80 %, einkristalline Legierungen ungefähr 90 % des Schmelzpunktes (homologe Temperatur). Heutzutage werden hauptsächlich Nickelbasis-Superlegierungen eingesetzt. Deren Temperaturfestigkeit wird durch eine Mischung aus inkohärenter Dispersionshärtung, kohärenter Ausscheidungshärtung und Mischkristallverfestigung erreicht.
Übliche Markennamen sind z. B. Stellite, Tribaloy, Hastelloy, Incoloy, Inconel, NIMONIC, R88DT, Waspaloy oder X-40.

## Anwendung
Superlegierungen finden wegen ihres hohen Preises, aber zugleich hohen zulässigen Einsatztemperaturen, vorwiegend Anwendung im Motoren-, Turbinen- und Triebwerksbau, in der Energietechnik sowie in Luft- und Raumfahrt.
Die Materialien der Bauteile von Gasturbinen sind polykristallin (Scheiben), gerichtet erstarrt oder einkristallin (Schaufeln). Ziel der Legierungsentwicklung ist eine Wirkungsgradsteigerung, durch möglichst hohe Turbineneintrittstemperaturen (derzeit maximal 1600 °C unter Kühlung). Um die Dichte und damit das Gewicht der Komponenten gering zu halten, wird bei den Legierungen weitgehend auf schwere Elemente verzichtet (Beispiel: Wolfram und Molybdän).

## Beispiel: Inconel alloy 718
- Werkstoffnummer: 2.4668
- Kurzname: NiCr19NbMo
- Dichte: 8,19 g/cm³
- maximale Einsatztemperatur: 620 °C.
- Chemische Zusammensetzung: 0,04 % C – 19 % Cr – 3,0 % Mo – 52,5 % Ni – 0,9 % Al - ≤0,1 % Cu – 5,1 % Nb – 0,9 % Ti – 19 % Fe.

Diese mit intermetallischen Ausscheidungen (γ''-Phasen) verstärkte Superlegierung macht noch heute 60–70 % des Volumens aller Nickelbasislegierungen aus.